# Tuna (gmina Landskrona)
Tuna – miejscowość (tätort) w Szwecji, w regionie administracyjnym (län) Skania, w gminie Landskrona.
Według danych Szwedzkiego Urzędu Statystycznego liczba ludności wyniosła: 349 (31 grudnia 2015), 336 (31 grudnia 2018) i 353 (31 grudnia 2019).